# 2022 au Mexique
 2020 par pays en Amérique — 2021 par pays en Amérique — 2022 par pays en Amérique — 2023 par pays en Amérique — 2024 par pays en Amérique

## Éphémérides

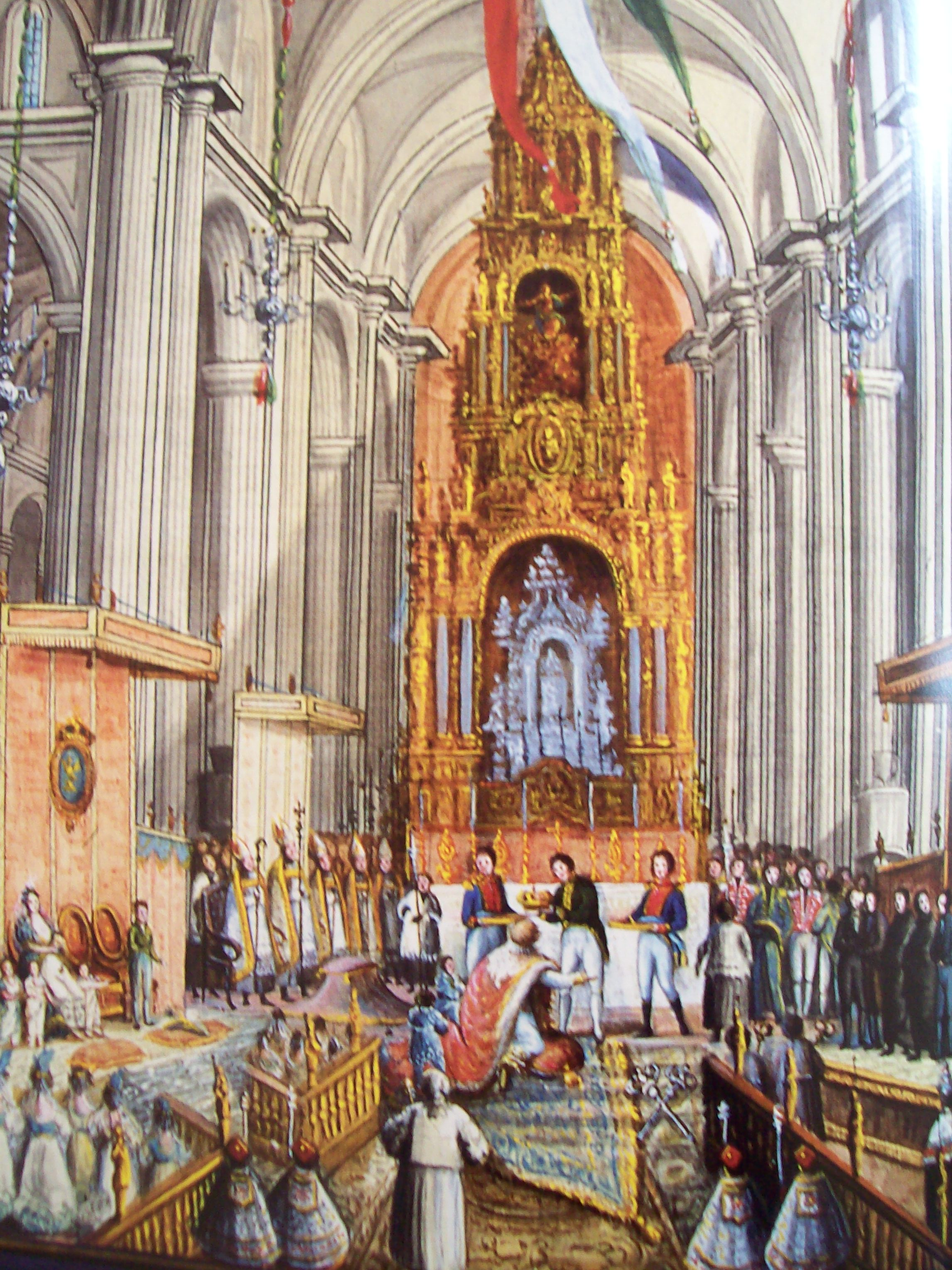
Couronnement d'Iturbide comme empereur

- 5 janvier : Bicentenaire de l'incorporation du Guatemala, du Honduras et du Nicaragua au Premier Empire mexicain.
- 17 janvier : centenaire de l'ex-président Luis Echeverría (qui mourra le 8 juillet)
- 31 janvier : 5 ans de la Constitution de la Ville de Mexico.
- 3 mai : premier anniversaire de l'effondrement du métro de Mexico
- 14 mai : 10 ans du mouvement Yo soy 132
- 18 juillet : 150 ans de la mort de Benito Juárez
- 21 juillet : Bicentenaire du couronnement d'Agustín de Iturbide comme premier Empereur du Mexique
- 7 septembre : 5 ans du Séisme de 2017 au Chiapas.
- 19 septembre : 5 ans du Séisme de 2017 dans l'État de Puebla.
- 4 octobre : 50 ans de l'accident de train de Saltillo, l'un des pires de l'Histoire du Mexique (234 morts)
- 11 octobre : 50 ans de la fondation du Festival Internacional Cervantino
- 8 novembre : 50 ans du détournement du vol 705 Mexicana de Aviación
- 22 décembre : 25 ans du Massacre d'Acteal.

## Toujours en cours
- Andrés Manuel López Obrador est Président des États-Unis mexicains et son gouvernement est en place depuis décembre 2018.
- La Guerre de la Drogue est toujours en cours depuis 2006, et elle s'intensifie depuis 2016 provoquant chaque année plus de morts.
- Le Mexique est toujours touché par la crise migratoire en Amérique centrale depuis 2017.
- Le Mexique est toujours l'un des pays les plus touchés au monde par la pandémie de covid-19.

## Événements

### Janvier

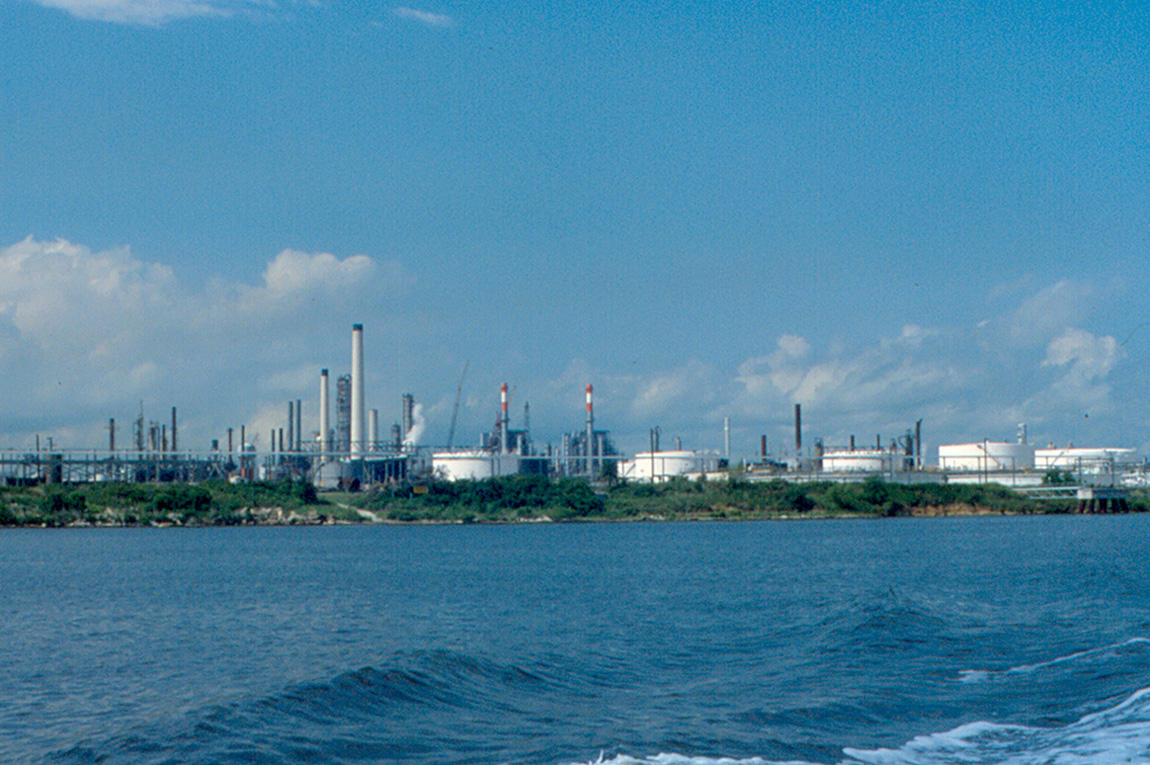
Raffinerie Deer Park, propriété totale de Pemex depuis le 20 janvier.

- 2 janvier : début d'un regain de contaminations au variant Omicron du SARS-CoV-2 dans tout le pays.
- 10 janvier : le président Andrés Manuel López Obrador annonce qu'il est positif pour la deuxième fois au covid-19 et qu'il se place en isolement.
- 11 janvier : assassinat du maire de Xoxocotla (Morelos) Benjamín López Palacios.
- 12 janvier : Citigroup annonce la revente de Banamex et son retrait du marché des banques commerciales au Mexique.
- 15 janvier : Sur les côtes pacifiques du Mexique, une augmentation d'un demi-mètre de la houle est relevé, à la suite de l'éruption du Hunga Tonga aux Îles Tonga.
- 20 janvier : Pemex rachète la raffinerie Deer Park aux États-Unis.

### Février
A plusieurs occasions durant le mois, des arrestations massives de personnes soupçonnées d'être impliquées dans le Massacre de la famille LeBaron sont menées dans l’État de Chihuahua.
- 8 février : la disparition de l'homme politique (Morena) et activiste Pedro Carrizales (déjà rescapé d'une tentative d'assassinat le 4 février 2019) est rapportée
- 9 février : le président Andrés Manuel López Obrador annonce une "pause" dans les Relations entre l'Espagne et le Mexique
- 16 février : de très nombreuses fusillades à Caborca et aux alentours (Sonora) amènent à déclarer un couvre-feu sur le territoire de cette municipalité
- 28 février : une centaine de citoyens ukrainiens, plus d'autres manifestants mexicains, manifestent en face de l'ambassade de Russie à Mexico pour exiger la fin de l'invasion de l'Ukraine par la Russie, et que le gouvernement mexicain se positionne ouvertement contre le gouvernement russe.

### Mars

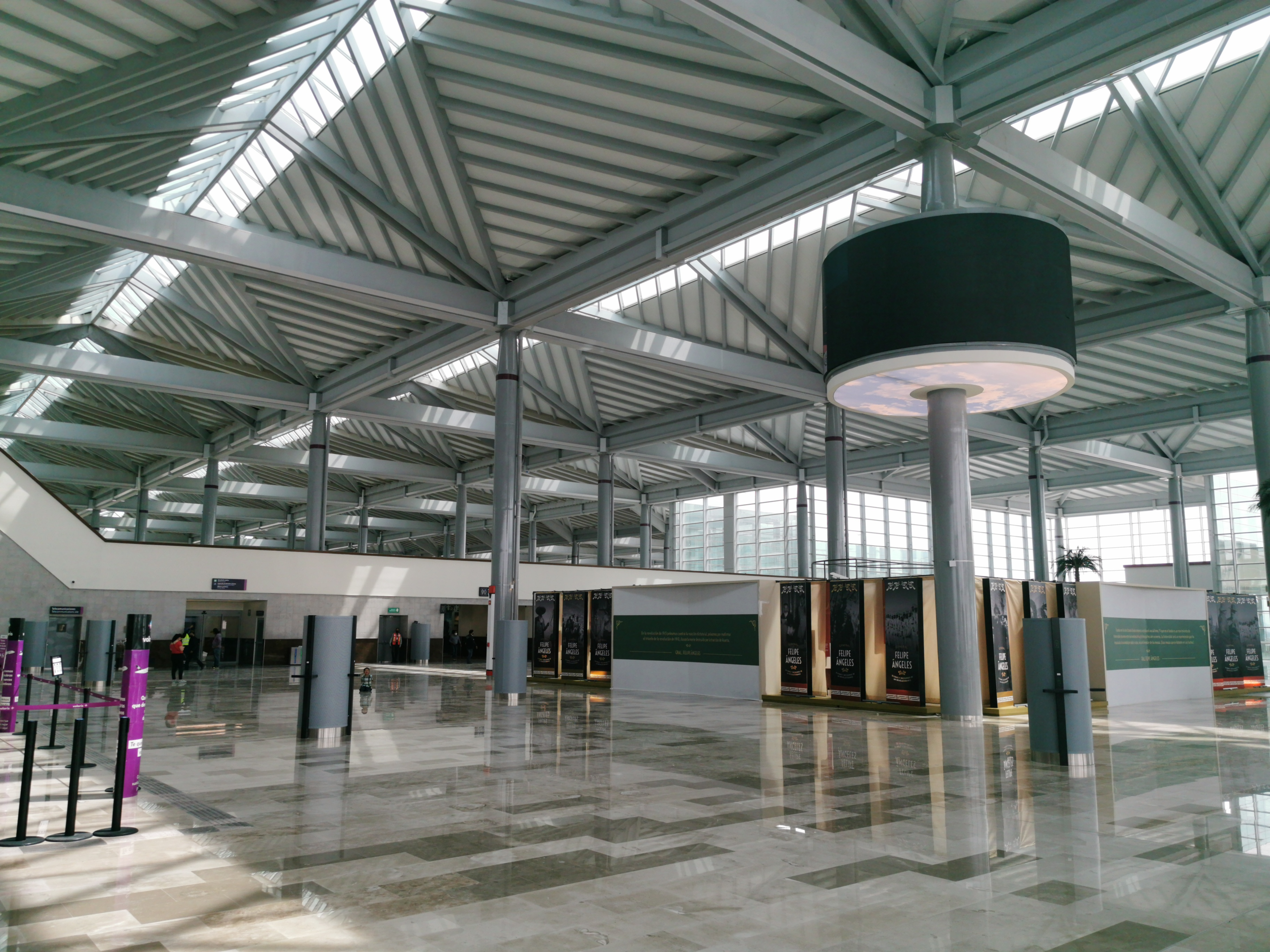
Intérieur de l'Aéroport international Felipe Ángeles, inauguré le 21 mars

- 2 mars : le corps de l'homme politique et activiste Pedro Carrizales, disparu depuis le 8 février, est formellement identifié par sa famille ; selon le parquet de Tamaulipas Carrizales est mort dans un accident de voiture, cependant sa famille déclare ne pas croire cette explication.
- 3 mars : un séisme de magnitude de 5.7 dont l'épicentre se trouve à Veracruz déclenche les alarmes anti-sismiques jusqu'à Mexico
- 5 mars : Tragédie du stade Corregidora
- 6 mars : élections extraordinaires dans trois municipalités de l'État de Puebla
- 10 mars : le maire d'Aguililla (Michoacán) César Valencia Caballero est assassiné.
- 14 mars : Grupo Bimbo suspend ses ventes et investissements en Russie, à la suite de l'invasion de l'Ukraine
- 15 mars : Jaime Rodríguez Calderón, ancien gouverneur de Nuevo León, est arrêté pour détournement de fonds.
- 21 mars : Inauguration de l'Aéroport international Felipe Ángeles (État de Mexico)
- 24 mars : l'ambassadrice d'Ukraine, Oksana Dramaretska, proteste contre la création d'un groupe d'amitié russo-mexicain à la Chambre des députés
- 27 mars :
  - élections extraordinaires dans un district et 6 municipalités de Oaxaca
  - élections extraordinaires dans 4 municipalités de l'État de Veracruz
  - Massacre de Zinapécuaro (Michoacán), où 20 personnes sont tuées et 4 blessées dans une fusillade attribuée au cartel de La Familia Michoacana
- 28 mars : un avion de petite taille tombe sur un supermarché Bodega Aurrerá à Temixco (Morelos), provoquant 3 morts.

### Avril

Référendum révocatoire mexicain de 2022

- 3 avril : élections extraordinaires dans 6 municipalités du Chiapas
- 7 avril : le mariage entre personnes de même sexe est légalisé dans l’État de Jalisco
- 9 avril : disparition de Debanhi Escobar, retrouvée morte le 22 avril
- 10 avril : Référendum révocatoire mexicain de 2022, un référendum portant sur la continuation ou non de la présidence d'Andrés Manuel López Obrador jusqu'à la date prévue de fin de son mandat.
- 15 avril : début de l'incendie de la raffinerie Ing. Antonio Dovalí Jaime, de Salina Cruz (Oaxaca)
- 18 avril : la Chambre des députés rejette la réforme constitutionnelle en matière d'énergie proposée par le président Andrés Manuel López Obrador
- 20 avril : la réforme de la loi minière, obligeant le traitement du lithium en partie par des organismes publics, est publiée
- 24 avril : l'arbre qui donnait son nom au Rond-Point du Palmier à Mexico doit être abattu, à cause d'une infection au champignon rose
- 25 avril : Grupo Bimbo annonce la vente de sa filiale Ricolino à Mondelēz International.

### Mai

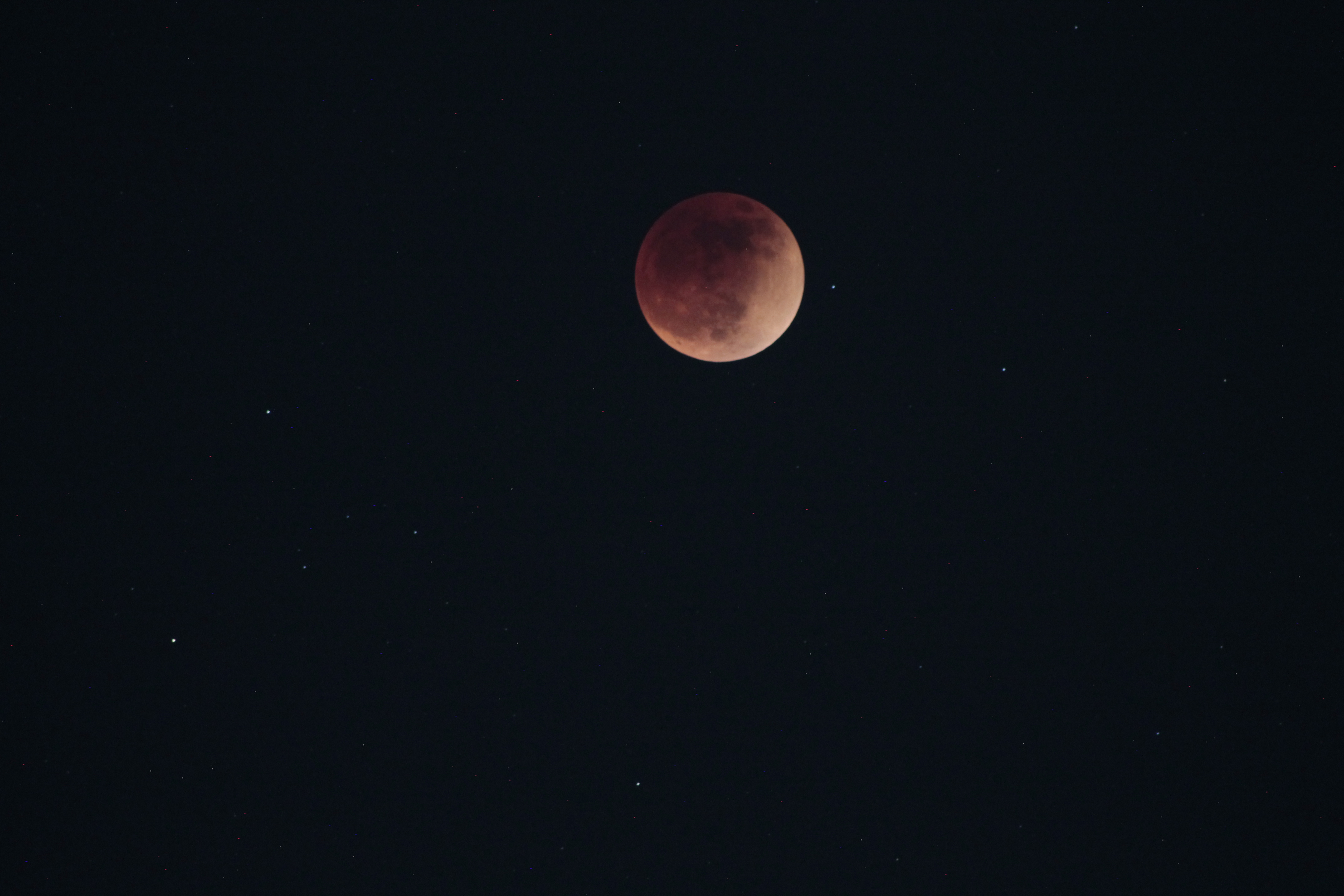
Éclipse lunaire du 16 mai 2022

- 1er mai : fin du système de classement par "feu tricolore" des zones mexicaines touchées par la pandémie de Covid-19
- 2 mai : l'état d'urgence environnementale est décrété à Mexico à cause de la mauvaise qualité de l'air
- 5 mai :
  - la Gouverneure de Campeche, Layda Sansores, commence la publication d'une série d'informations filtrées sur le président du Parti révolutionnaire institutionnel Alejandro Moreno.
  - le Président du Mexique Andrés Manuel López Obrador commence une série de voyages diplomatiques de 4 jours au Guatemala, Salvador, Honduras, à Belize et Cuba.
- 9 mai : le président Andrés Manuel López Obrador annonce le recrutement de 500 médecins cubains
- 11 mai : la banque Santander annonce sa sortie de la Bolsa Mexicana de Valores.
- 12 mai : premier cas au Mexique d'une épidémie d'hépatite aiguë infantile d'origine inconnue.
- 15 mai : Éclipse lunaire totale au Mexique
- 18 mai : le gouvernement de l'État de Veracruz exproprie l'aquarium de Veracruz.
- 19 mai : première mort au Mexique causée par l'épidémie d'hépatite aiguë infantile.
- 23 mai : un massacre à Celaya fait 11 morts et 5 blessés
- 28 mai : premier cas repéré par le Secrétariat à la Santé du Mexique de Variole du singe
- 30 mai : l'Ouragan Agatha touche terre à Puerto Ángel (Oaxaca), causant 10 morts.

### Juin

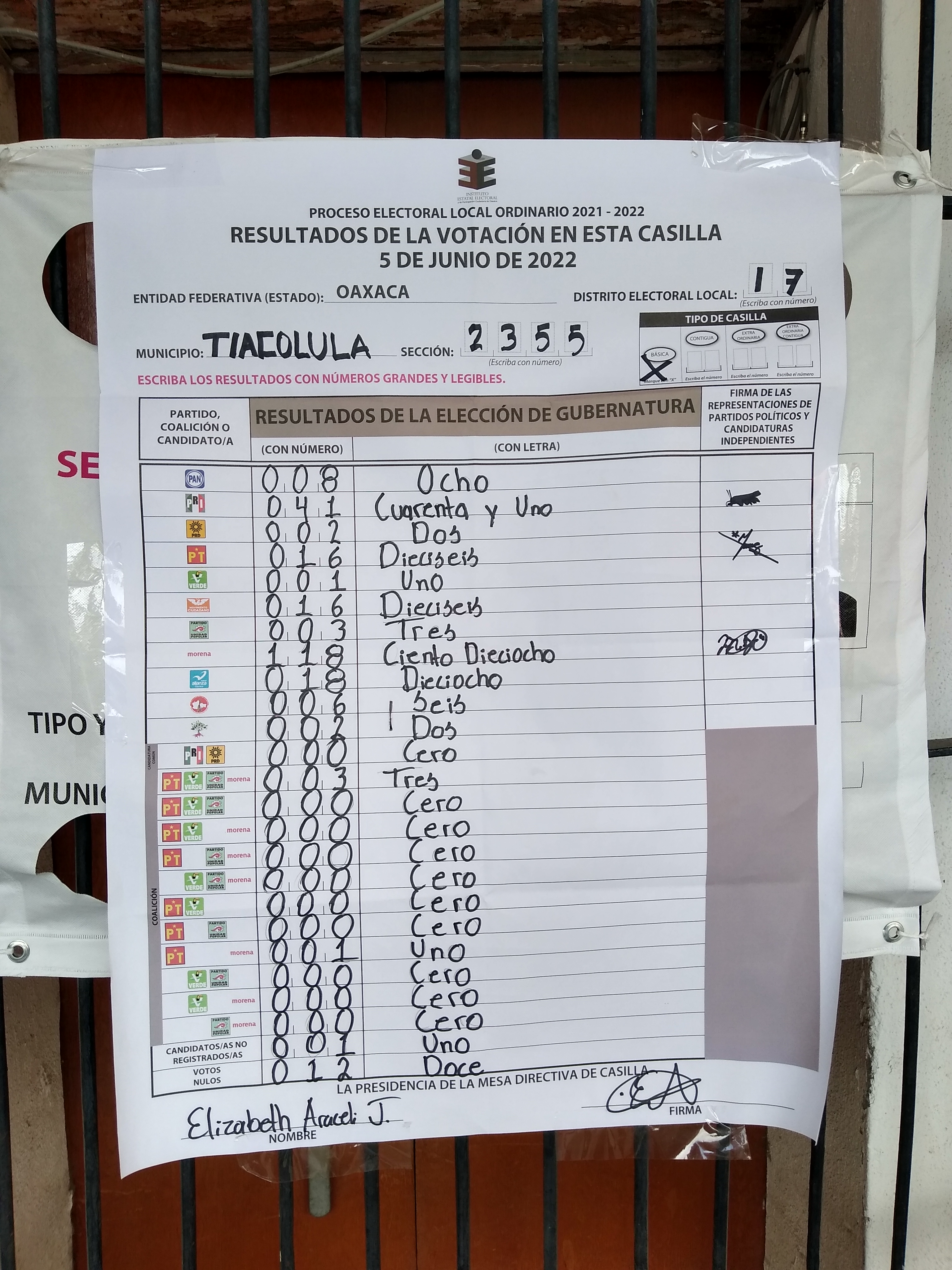
Affichage public du décompte des voix d'un point de vote de Tiacolula lors de l'élection du gouverneur de Oaxaca le 5 juin

- 3 juin : le dirigeant de l’Église pentecôtiste unicitaire La Luz del Mundo, Naasón Joaquín García, plaide couple d'abus sexuels sur mineurs devant un tribunal de Los Angeles (États-Unis).
- 5 juin : élections de gouverneurs dans les États d'Aguascalientes, Durango, Hidalgo, Oaxaca, Quintana Roo et Tamaulipas ; à Durango se tiennent également les élections municipales et à Quintana Roo celles du Congrès de l’État.
- 10 juin : lynchage mortel d'un jeune avocat et assesseur accusé sans preuve d'enlèvements de mineurs à Papatlazolco (Puebla)
- 13 juin : le gouvernement fédéral annonce le sauvetage financier de l'entreprise de télécoms Altán Redes
- 20 juin : assassinats de deux jésuites dans l’État de Chihuahua par le Cartel de Sinaloa
- 25 juin : incendie de la raffinerie Ing. Héctor R. Lara Sosa à Cadereyta Jiménez.
- 29 juin : la compagnie aérienne Aeroméxico annonce sa sortie de la Bolsa Mexicana de Valores.

### Juillet
- 1er juillet :

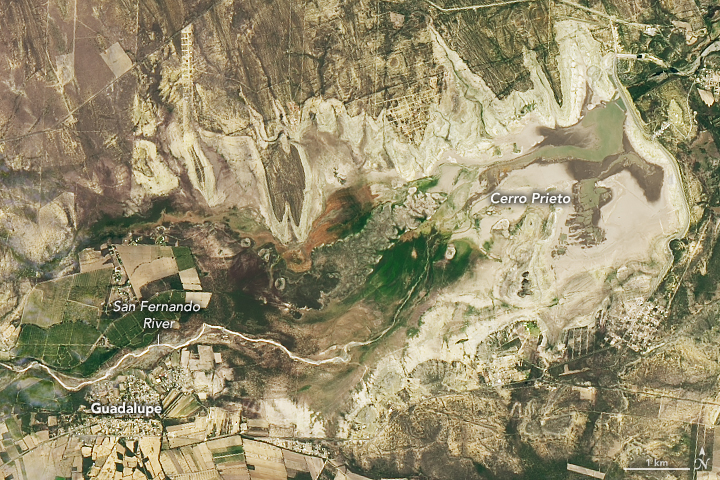
Effets de la sécheresse sur la retenue du réservoir de Cerro Prieto

  - reprise des activités de l'Aéroport international Adolfo López Mateos à Toluca
  - cérémonie d'ouverture de la Raffinerie Olmèque par le président du Mexique Andrés Manuel López Obrador (AMLO) alors qu'elle n'en n'est qu'à 65% de sa construction.
- 8 juillet : le Parquet Général Fédéral, la Justice mexicaine au niveau fédéral, annonce l'ouverture d'une enquête contre Alejandro Moreno, le président du Parti révolutionnaire institutionnel, pour trafic d'influence, détournement de fonds fédéraux, blanchissement d'argent, enrichissement illicite et fraude fiscale.
- 11 juillet : fermeture partielle de la ligne 1 du Métro de Mexico pour des travaux d'entretien majeurs
- 12-13 juillet : visite diplomatique de deux jours d'AMLO aux États-Unis.
- 13 juillet : la Commission nationale de l'eau déclare l'état d'urgence à cause d'une sécheresse extrême à l'échelle nationale
- 15 juillet :
  - la Marine mexicaine arrête le narco-trafiquant Rafael Caro Quintero, fondateur du Cartel de Caborca, présent sur la liste des Dix fugitifs les plus recherchés du FBI ; durant sa capture, un hélicoptère Black Hawk de la Marine s'écrase, provoquant 14 morts et 1 blessé.
- 20 juillet : les États-Unis et le Canada protestent contre la réforme de l'électricité au Mexique, considérant qu'elle violerait l'accord de libre-échange Canada–États-Unis–Mexique.
- 21-22 juillet : grève de deux jours des membres venant de Telmex du Sindicato de Telefonistas de la República Mexicana, le syndicat des travailleurs des principales entreprises de téléphonie du Mexique.
- 26 juillet : Grupo Carso annonce sa sortie de la Bolsa Mexicana de Valores.
- 27 juillet : explosion dans une usine de San Francisco Totimehuacán (Puebla)
- 28 juillet : fin de l'année scolaire 2021-2022.
- 29 juillet : incendie de la raffinerie Francisco I. Madero à Ciudad Madero.

### Août

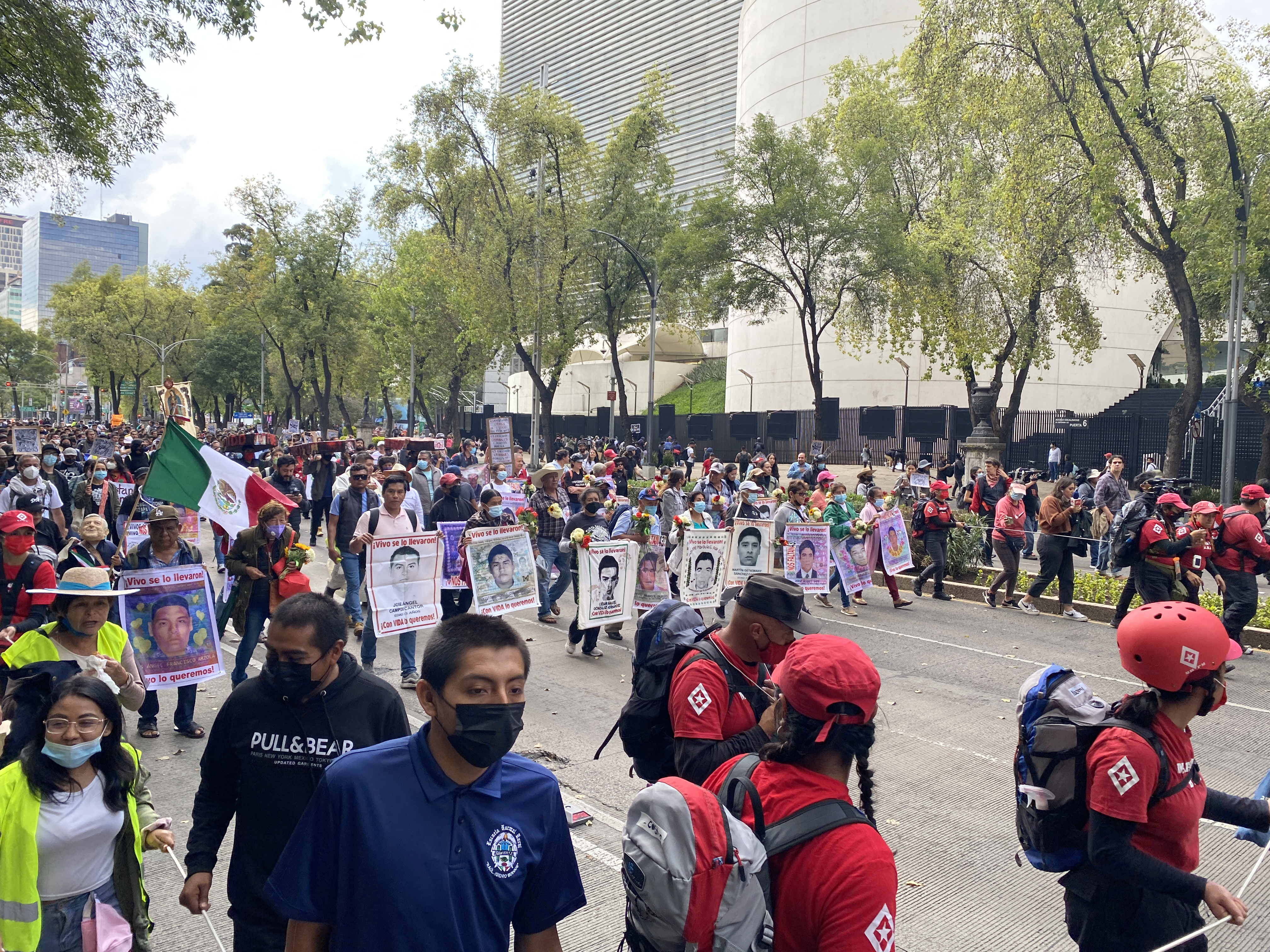
Marche blanche en souvenir des 43 disparus d'Iguala

- 1er août : le Président des États-Unis mexicains Andrés Manuel López Obrador exproprie un million d'hectares pour la construction du Train maya.
- 3 août : effondrement de la mine de charbon «El Pinabete» à Coahuila.
- 9 août : le Cartel de Jalisco Nouvelle Génération bloque des routes dans les États de Guanajuato et Jalisco.
- 11 août : une rixe dans le pénitencier de Ciudad Juárez s'étend au reste de la ville et provoque 11 morts.
- 12 août : des narcotrafiquants bloquent les routes de Basse-Californie
- 17 août :
  - la Cour suprême de justice de la Nation annule le mandat d'arrêt à l'encontre de Francisco García Cabeza de Vaca, l'ancien Gouverneur de Tamaulipas.
  - le président de l'Ukraine, Volodymyr Zelensky, demande au Mexique de cesser ses relations commerciales avec la Russie, en représailles à l'invasion de l'Ukraine
- 18 août :
  - présentation des résultats de l'enquête autour des Enlèvements d'Iguala.
  - le Cartel Indépendant de Coalima bloque les routes de cet État à la suite de l'arrestation de son principal chef.
- 19 août : Jesús Murillo Karam, Gouverneur d'Hidalgo de 1993 à 1998, et Procureur Général de la République de 2012 à 2015, car il est soupçonné d'avoir été complices de faits de disparitions forcées et de torture liés aux enlèvements d'Iguala.
- 23 août :
  - Création de l'entreprise d’État fédéral Litio para México (« Du lithium pour le Mexique »), afin d'exercer un monopole public sur l'extraction et la commercialisation du lithium mexicain.
  - Premier mort au Mexique causé par l'épidémie de Variole du singe
- 24 août : Monex Grupo Financiero annonce sa sortie de la Bolsa Mexicana de Valores.
- 27 août : des narcos bloquent les routes de Zacatecas.
- 29 août : début de l'année scolaire 2022-2023.

### Septembre
- 7 septembre : le Parti action nationale et le Parti de la révolution démocratique annoncent la «suspension temporaire» du Parti révolutionnaire institutionnel de leur coalition «Va por México».
- 9 septembre : la Garde nationale du Mexique est militarisée et passe sous contrôle du Secrétariat à la Défense nationale du Mexique
- 13 septembre : la barre des 1000 cas recensés de variole du singe est dépassée
- 19 septembre : séisme de magnitude 7.7 dont l'épicentre est situé à Coalcomán (Michoacán) cause 5 morts et 41 blessés
- 20 septembre : visite diplomatique du Président fédéral d'Allemagne Frank-Walter Steinmeier.
- 27 septembre : démission du procureur chargé de l'enquête sur les Enlèvements d'Iguala
- 28 septembre : les gouvernements mexicain et russe trouvent un accord pour l'installation du système GLONASS au Mexique
- 29 septembre : 6 terabytes de données sont volées au Secrétariat à la Défense nationale au cours d'un piratage informatique

### Octobre

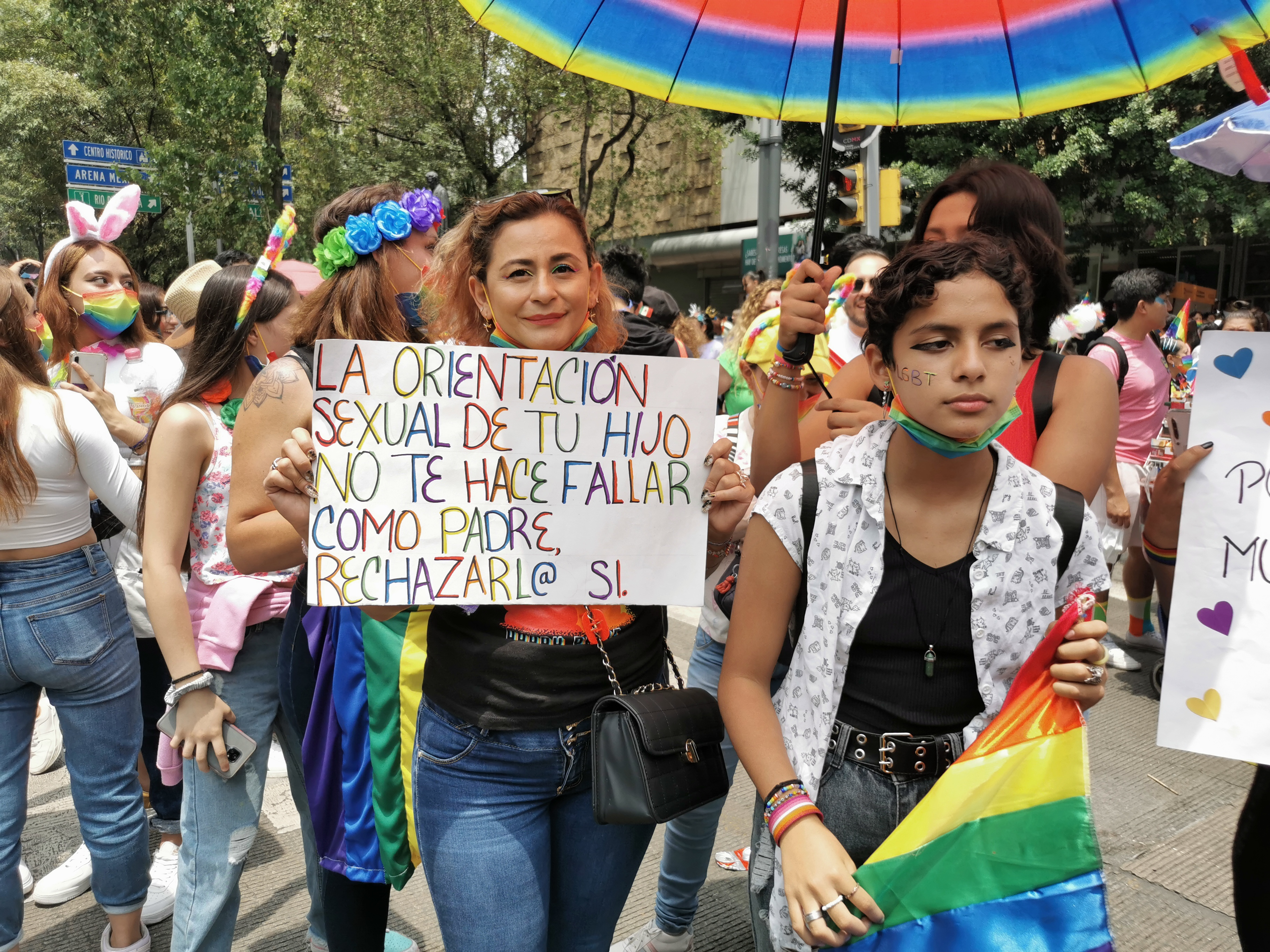
Gay Pride de Mexico 2022. Inscription sur la pancarte : L'orientation sexuelle de ton enfant n'est pas un échec en tant que parent, mais le rejeter l'est

- 1er octobre : un accident d'hélicoptère de la Marine mexicaine à Centla (Tabasco) cause 3 morts et 2 blessés
- 5 octobre :
  - Massacre de San Miguel Totolapan (Guerrero), attribué au groupe de narcotrafiquants «Los Tequileros» (alliés locaux du Cartel de Jalisco Nouvelle Génération), au cours duquel 20 personnes, dont le maire et le chef de la police municipale de cette ville ainsi que 6 autres policiers, sont tuées ;
  - Assassinat de Gabriela Marín, députée au Congrès de l’État de Morelos.
- 10 octobre : le Secrétariat à la Santé du Mexique met fin à l'obligation du port du masque dans les espaces publics fermés, qui faisait partie des mesures anti-covid.
- 11 octobre : légalisation du mariage homosexuel dans l'État de Mexico.
- 12 octobre : ouverture de la cinquantième édition du Festival Internation Cervantino à Guanajuato, un des plus grands festivals de théâtre du monde hispanophone.
- 15 octobre : massacre dans un bar d'Irapuato, lié aux affrontements entre le Cartel de Jalisco Nouvelle Génération, le Cartel de Sinaloa et le Cartel de Santa Rosa de Lima, qui provoque 12 morts
- 18 octobre : inondation de la Raffinerie Olmèque (Tabasco)
- 19 octobre : légalisation du mariage homosexuel dans l’État de Tabasco
- 23 octobre : l'ouragan Roslyn de catégorie 3 touche les côtes mexicaines[1]
- 25 octobre : légalisation du mariage homosexuel dans l’État de Guerrero
- 26 octobre : légalisation du mariage homosexuel dans l’État de Tamaulipas, achevant de le rendre légal au niveau national de fait.

### Novembre
- 8 novembre : éclipse lunaire, totale en Basse-Californie et partielle dans le reste du pays
- 11 novembre : une faille dans le Système Cutzamala, le système de traitement et distribution d'eau potable de Mexico (ville et État), rend plus difficile l'accès à l'eau dans la ville de Mexico pendant plusieurs jours.
- 13 novembre : manifestation en soutien à l'Institut national électoral et contre la réforme électorale proposée par le président Andrés Manuel López Obrador
- 17 novembre : le Secrétaire à la Sécurité de l’État d'Aguascalientes, Porfirio Sánchez, meurt dans un accident d'hélicoptère
- 21 novembre : López Obrador annule le dix-septième sommet de l'Alliance du Pacifique, qui aurait dû avoir lieu le 25 novembre à Mexico
- 22 novembre : visite diplomatique du Président du Chili Gabriel Boric
- 23 novembre :
  - visite diplomatique du Président de la république de l'Équateur Guillermo Lasso
  - manifestation d'étudiants de l'Université de Guadalajara contre une diminution du budget de cette institution
- 24 novembre :
  - le commandant de la Garde nationale du Mexique pour tout l’État de Zacatecas, José Silvestre Urzúa, est tué au cours d'une opération contre le trafic de drogue.
  - visite diplomatique du Président de la Colombie Gustavo Petro.
- 26 novembre : ouverture de la trente-sixième édition de la Foire Internationale du Livre de Guadalajara
- 27 novembre : le président López Obrador prend la tête d'une manifestation - nommée «Marcha del pueblo» («Marche du peuple») - en réponse à la manifestation du 13 novembre contre sa proposition de réforme électorale et comme manière de tester le soutien populaire de son gouvernement ; de fait, la manifestation du gouvernement attire plus que la manifestation de l'opposition, c'est-à-dire 1.2 million de manifestants en leur faveur (selon le gouvernement-même mais il n'y a pas eu d'estimations indépendantes) contre quelques dizaines de milliers d'opposants le 13 novembre ; il s'agit aussi de la première fois depuis Lázaro Cárdenas, au pouvoir de 1934 à 1940, qu'un président du Mexique prend la tête d'une manifestation[2].

### Décembre
- 1er décembre :

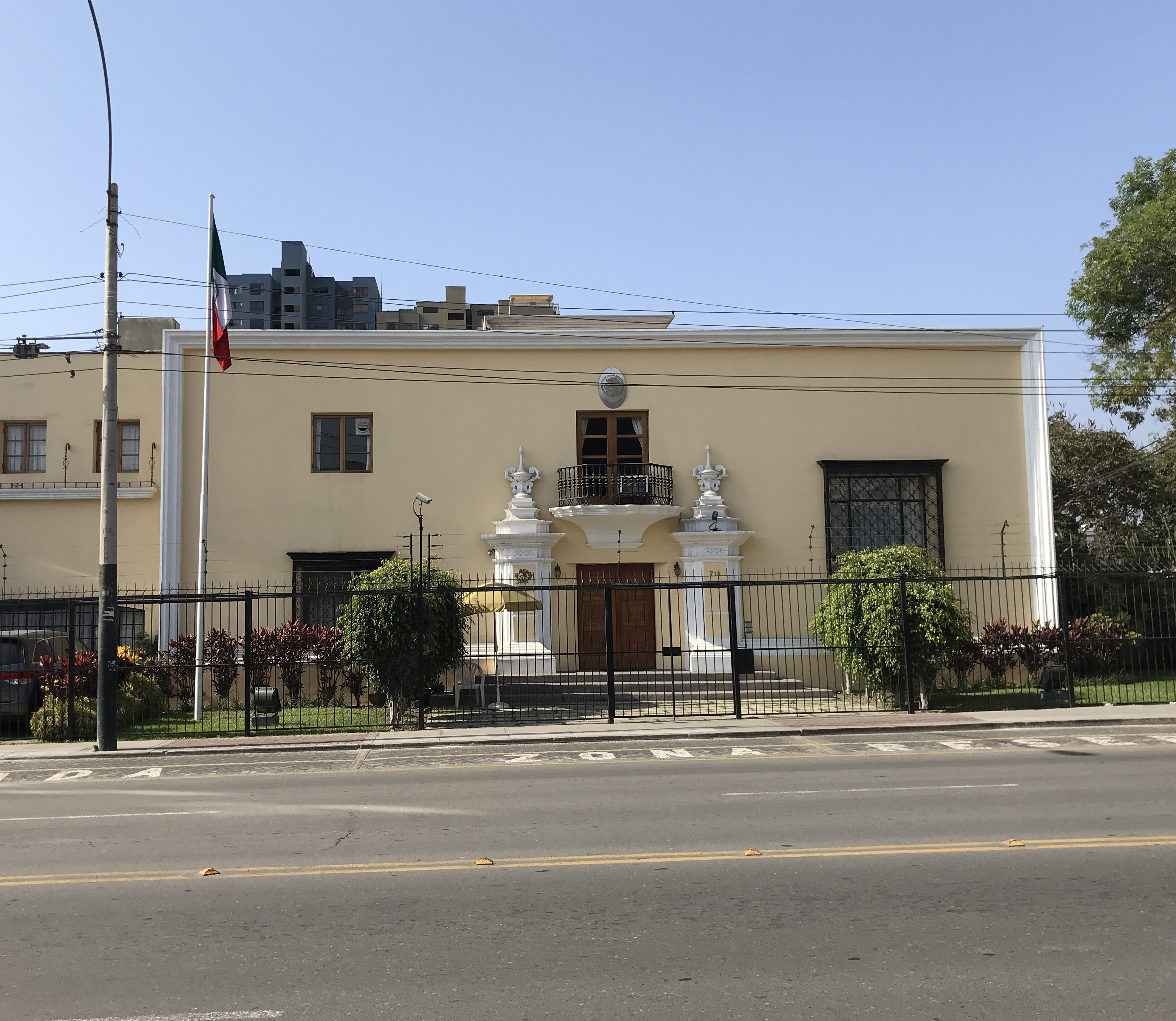
Ambassade du Mexique à Lima

  - Inauguration de l'extension sud de la ligne 4 du Metrobús de Mexico ;
  - Salomón Jara Cruz  devient gouverneur de Oaxaca
- 5 décembre : fermeture de 6 stations du Métro léger de Monterrey après la détection d'un défaut structurel sur sa partie aérienne
- 6 décembre : la Chambre des députés rejette la proposition de réforme du système électoral proposé par le président Andrés Manuel López Obrador
- 7 décembre : le Président de la république du Pérou, Pedro Castillo, demande l'asile politique du Mexique après sa tentative ratée d'auto-coup d'État envers le parlement péruvien.

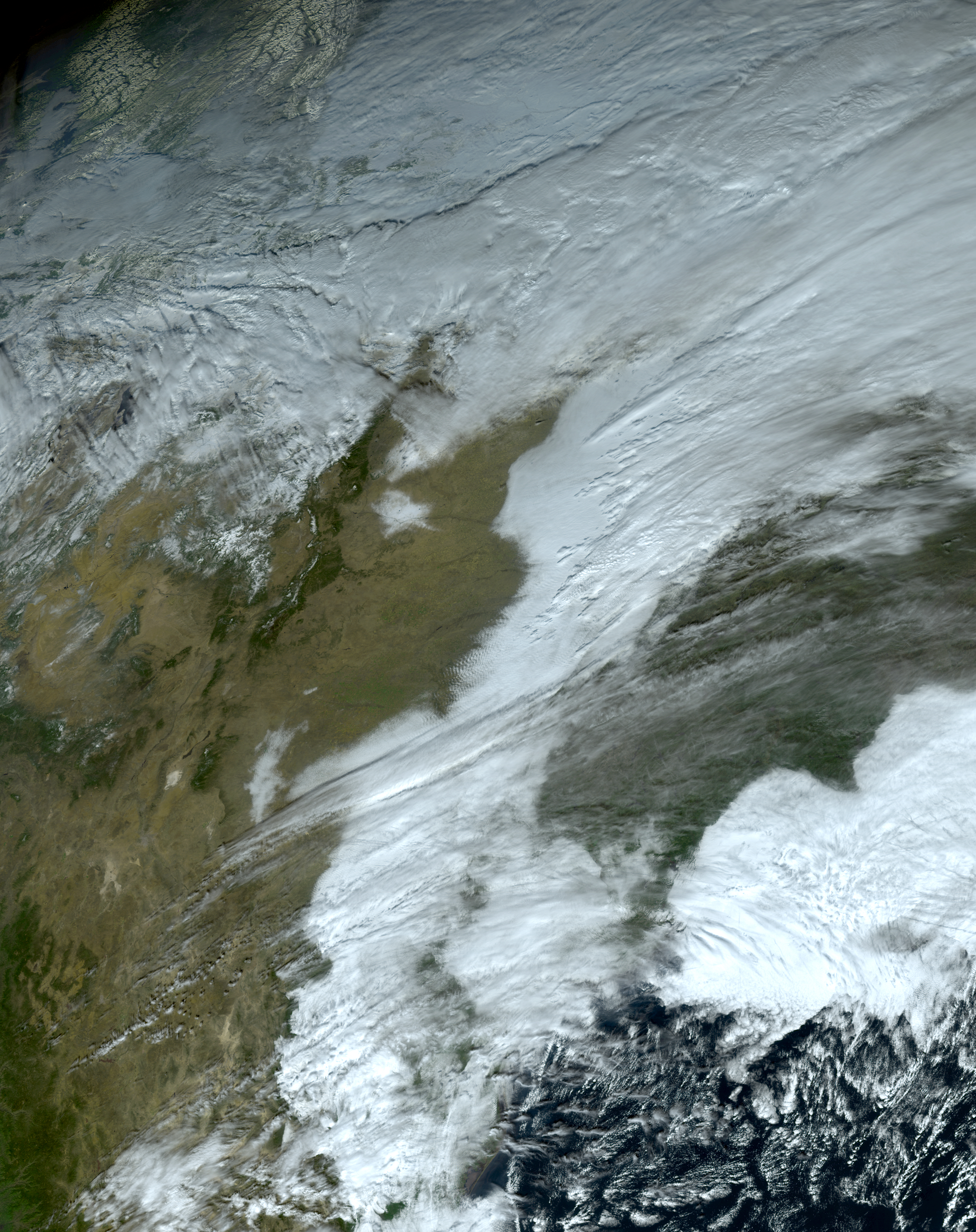
La tempête hivernale frappant les États-Unis et le Mexique

- La tempête hivernale frappant les États-Unis et le Mexique9 décembre : le nouveau gouvernement péruvien dénonce ce qu'il estime être "des ingérences dans les affaires internes du Pérou" de la part du gouvernement mexicain, alors que l'ex-président Castillo avait été arrêté par la police péruvienne alors qu'il avait fui le Palais du gouvernement du Pérou et tentait de se rendre à l'ambassade du Mexique à Lima, tandis que le Secrétaire aux Affaires étrangères du Mexique Marcelo Ebrard nie cette accusation ; cependant, le lendemain le président mexicain López Obrador confirme qu'il avait bien été convenu avec Castillo qu'il aurait dû bénéficier de l'asile politique au sein de l'ambassade.
- 10 décembre : le Cartel de Jalisco Nouvelle Génération enlève le colonel José Isidro Grimaldo à Tapalpa
- 12 décembre : l'Argentine, la Bolivie, la Colombie et le Mexique émettent un communiqué conjoint pour annoncer qu'ils refusent de reconnaître Dina Boluarte comme la nouvelle présidente du Pérou
- 13 décembre : décès du gouverneur de l'État de Puebla Miguel Barbosa Huerta à cause d'un infarctus
- 15 décembre :
  - le Congrès de l’État de Puebla désigne Sergio Salomón Céspedes comme gouverneur par intérim de Puebla
  - tentative d'assassinat envers le journaliste et écrivain Ciro Gómez Leyva
  - le Secrétaire d’État aux Affaires étrangères Ebrard annonce le "relancement" des relations diplomatiques avec l'Espagne, après la "pause" provoquée par la crise diplomatique de janvier.
- 16 décembre : le président AMLO met fin à l'action du Secrétariat d’État aux Affaires étrangères et annonce que la "pause" dans les relations avec l'Espagne continue
- 20 décembre : le Pérou expulse l'ambassadeur du Mexique
- 21 décembre : la Ministre de la Cour suprême de justice de la Nation, Yasmín Esquivel, est accusée d'avoir plagié sa thèse de licence.
- 22 décembre : Tempête hivernale de fin décembre 2022 dans l'Est de l'Amérique du Nord